# Alma Alcaraz
Alma Edwviges Alcaraz Hernández (La Barca, Jalisco; 17 de octubre de 1971) es una contadora pública y política mexicana, afiliada al Movimiento Regeneración Nacional. Fue diputada local plurinominal al Congreso de Sinaloa de 1998-2001,diputada federal plurinominal del Congreso de la Unión de 2006-2009, y diputada local del Congreso de Guanajuato de 2021-2023.

## Biografía
Alma Edwviges Alcaraz Hernández nació el 17 de octubre de 1971 en La Barca, Jalisco, aunque se crío en el estado de Sinaloa. Estudió la licenciatura en contaduría pública en la Universidad Autónoma de Sinaloa.

## Trayectoria política
En 1996 se afilió al Partido Acción Nacional (PAN). 

### Diputada local de Sinaloa (1998-2001)
Del 1 de diciembre de 1998 al 30 de noviembre de 2001 fue diputada de la LVI Legislatura del Congreso del Estado de Sinaloa por el Partido Acción Nacional. De 2002 a 2005 fue secretaria general del PAN en Sinaloa.

### Diputada federal plurinominal (2006-2009)
Fue postulada por ese partido como diputada plurinominal del Congreso de la Unión en las elecciones federales de 2006. Ocupó el escaño del 1 de septiembre de 2006 a 31 de agosto de 2009 en la LX Legislatura.
En 2015 se mudó a Guanajuato y abandonó su militancia en el Partido Acción Nacional para incorporarse al partido Movimiento Regeneración Nacional.  En 2015 fue nombrada secretaria general de Morena en Guanajuato y en 2018 fue designada como dirigente estatal del partido.

### Diputada local de Guanajuato (2021-2023)
En las elecciones estatales de Guanajuato de 2021 fue postulada como diputada plurinominal por Morena. Ocupó el cargo en la LXV Legislatura del Congreso del Estado de Guanajuato desde el 25 de septiembre de 2021. En el congreso fue secretaria de la comisión de hacienda y fiscalización, y de la comisión de seguridad pública y comunicaciones.
En octubre de 2023 se registró en el proceso de selección de Morena para ser candidata a gobernadora de Guanajuato en las elecciones estatales de 2024. En la encuesta realizada para seleccionar al candidato, Alma Alcaraz quedó en segundo lugar, detrás del procurador federal del consumidor, Ricardo Sheffield. Sin embargo, el partido determinó concederle la nominación a Alcaraz por discriminación positiva. Dejó su cargo de diputada estatal el 7 de diciembre de 2023.